# Athyreus hastifer
Athyreus hastifer är en skalbaggsart som beskrevs av Felsche 1909. Athyreus hastifer ingår i släktet Athyreus och familjen Bolboceratidae. Inga underarter finns listade.